# Министр внутренних дел Великобритании
Министр внутренних дел (англ. Secretary of State for the Home Department, точный перевод Государственный секретарь департамента внутренних дел), обычно упоминается как министр внутренних дел, является членом Правительства Его Величества, возглавляя министерство внутренних дел, является ответственным за внутренние дела Англии и Уэльса, а также за вопросы иммиграции и гражданства для всей Великобритании.
В круг обязанностей Министерства внутренних дел также включает в себя полицию в Англии и Уэльсе и вопросы национальной безопасности, так как служба безопасности — MI5 — непосредственно подчиняется министру внутренних дел. Ранее министр внутренних дел был министром, ответственным за тюрьмы и стажировку в Англии и Уэльсе; однако в 2005 году эти функции были переданы вновь созданному Министерству юстиции под лорда-канцлера.

## Пост министра
Пост министра внутренних дел был создан при правительственной реорганизации Великобритании в 1782 году, в которой Северный и Южный департаменты стали министерством внутренних дел и министерством иностранных дел соответственно.
Министр внутренних дел — член Кабинета, и должность рассматривается как одна из Великих государственных должностей. Министр внутренних дел работает вне министерства внутренних дел в Уайтхолле. Официальные места резиденция министра — Маршам-стрит 2 в Лондоне. В 2007 году при перестановке в Кабинете министров Великобритании, в связи с назначением нового премьер-министра Гордона Брауна, Джеки Смит стала первой женщиной, которая занимала этот пост.

## Министры внутренних дел в 1782—1801
| Номер | Имя             | Портрет | Назначение на пост | Отставка с поста | Политическая партия |
| ----- | --------------- | ------- | ------------------ | ---------------- | ------------------- |
| 1     | Граф Шелбёрн    |         | 27 марта           | 10 июля 1782     | Виги                |
| 2     | Томас Таунсенд  |         | 10 июля 1782       | 8 апреля 1783    | Виги                |
| 3     | Фредерик Норт   |         | 2 апреля 1783      | 19 декабря 1783  | Виги                |
| 4     | Граф Темпл      |         | 19 декабря 1783    | 23 декабря 1783  | Тори                |
| 5     | Барон Сидней    |         | 23 декабря 1783    | 5 июня 1789      | Виги                |
| 6     | Лорд Гренвиль   |         | 5 июня 1789        | 8 июня 1791      | Тори                |
| 7     | Генри Дандас    |         | 8 июня 1791        | 11 июля 1794     | Тори                |
| 8     | Герцог Портленд |         | 11 июля 1794       | 30 июля 1801     | Тори                |